# パラス・ビール・ビクラム・シャハ
パラス・ビール・ビクラム・シャハ・デーブ（ネパール語: पारस वीर बिक्रम शाहदेव, ラテン文字転写: Paras Bir Bikram Shah Dev, 1971年12月30日 - ）は、ネパール王国の元王太子。

## 経歴
1971年12月30日、ネパール国王マヘンドラの次男ギャネンドラとコマル妃の長男としてカトマンズに生まれる。
インドのダージリンにあるセント・ジョセフ・カレッジとカトマンズのブダニカンタ寄宿学校で初等教育を受け、アメリカ合衆国アイオワ州のルーサー・カレッジとシラー国際大学のロンドンキャンパスに進んで経済学を学んだが、学業を修了しなかった。
2000年1月25日にヒマーニ・ラージャ・ラクシュミー・デビーと結婚、間に1男2女を儲けている。
2001年6月1日のネパール王族殺害事件の際には現場にいながら無傷で助かった。そのため、パラスに疑いの目を向けている国民も多い。この事件の結果、父ギャネンドラが即位すると、10月26日に立太子された。
2002年8月6日、人気歌手のプラヴィーン・グルンを車ではねて死亡させ、なおかつその罪を他人になすりつけたとされる。それ以前にも死亡事故を起こしており、父王以上に国民に不人気である。父とは不仲であると伝えられている。
2005年7月、愛・地球博出席のため、ヒマーニ王太子妃とともに訪日した。2006年4月29日にはまたもや交通事故を起こした。
2008年5月28日の王制廃止後の7月2日にはシンガポールに出国し、様々な憶測を呼んだ。また、2010年12月11日にはネパール南部チトワン郡のホテルにおいて発砲事件を起こし、逮捕・起訴された。
2012年10月に滞在先のプーケット県において薬物不法所持（大麻約3グラムを所持）の容疑でタイ警察に逮捕された。2014年7月16日にも滞在先のバンコクで大麻約13グラムを所持していた疑いで2度目の逮捕をされている。